# Pimpla viridescens
Pimpla viridescens là một loài tò vò trong họ Ichneumonidae.